# Bronisław Podgórski
Bronisław Podgórski (ur. 24 czerwca 1927 w Bielsku-Białej) – polski działacz partyjny i państwowy, inżynier mechanik i górnik, doktor nauk technicznych, podsekretarz stanu w Ministerstwie Górnictwa (1977–1980).

## Życiorys
Syn Ludwika i Anieli. Od 1942 do 1945 pracował przymusowo w gospodarstwie rolnym na terenie III Rzeszy. W 1948 zdał maturę w bielskim liceum ogólnokształcącym, następnie ukończył na Politechnice Śląskiej inżynierię mechaniczną (1952) i inżynierię górnictwa (1968). W 1976 uzyskał doktorat nauk technicznych na Wydziale Górniczym Politechniki Śląskiej. Od 1952 pracował w Kopalni Węgla Kamiennego „Mikulczyce” w Zabrzu, jako technik mechanizator i kierownik wydziału maszyn dołowych. Od 1956 do 1961 był naczelnym inżynierem dla KWK „Mikulczyce” i KWK „Rokitnica” w Zabrzu, a od 1967 do 1972 zarządzał tymi połączonymi kopalniami (początkowo pod nazwą „Mikulczyce-Rokitnica”, a od 1970 po połączeniu z KWK „Ludwik-Concordia” pod nazwą „Rokitnica”). W międzyczasie był inspektorem Działu Górniczego Zabrzańskiego Zjednoczenia Przemysłu Węglowego (1961–1967). Od 1973 pozostawał dyrektorem Kopalni Węgla Kamiennego „Pstrowski”. Wchodził w skład władz klubu piłkarskiego MGKS Mikulczyce-Rokitnica (później Sparta Zabrze).
W 1955 wstąpił do Polskiej Zjednoczonej Partii Robotniczej, był członkiem egzekutyw POP PZPR w kopalniach, później egzekutywy i plenum w kopalnianym Komitecie Zakładowym PZPR. W latach 1968–1970 członek plenum Komitetu Miejskiego PZPR w Zabrzu. Od września 1977 do października 1980 pozostawał podsekretarzem stanu w Ministerstwie Górnictwa.